# کلر امسلی
کلر امسلی (انگلیسی: Claire Emslie؛ زادهٔ ۸ مارس ۱۹۹۴) بازیکن فوتبال اهل اسکاتلند است.
از باشگاه‌هایی که در آن بازی کرده‌است می‌توان به باشگاه فوتبال اورلندو پراید، باشگاه فوتبال منچستر سیتی، و باشگاه فوتبال زنان اورتون اشاره کرد.
وی همچنین در تیم‌های ملی فوتبال Scotland women's national under-17 football team, Scotland women's national under-19 football team، و زنان اسکاتلند بازی کرده‌است.